# Liste des présidents des îles Baléares
Cet article dresse la liste des titulaires du poste de président des Îles Baléares depuis l'approbation du décret-loi du 13 juin 1978, établissant le régime de pré-autonomie des Îles Baléares jusqu'à aujourd'hui.

## Liste
| Président | Président         | Dates                                                      | Parti     | Remarque                                                                                  |
| --------- | ----------------- | ---------------------------------------------------------- | --------- | ----------------------------------------------------------------------------------------- |
|           | Gabriel Cañellas  | 9 juin 1983 - 1er août 1995 (12 ans, 1 mois et 23 jours)   | AP        | Record de longévité Démission pour soupçon de financement illégal                         |
|           | Gabriel Cañellas  | 9 juin 1983 - 1er août 1995 (12 ans, 1 mois et 23 jours)   | PP        | Record de longévité Démission pour soupçon de financement illégal                         |
|           | Cristòfol Soler   | 1er août 1995 - 18 juin 1996 (10 mois et 17 jours)         | PP        | Record de brièveté Démission après le rejet de son gouvernement par le PP                 |
|           | Jaume Matas       | 18 juin 1996 - 27 juillet 1999 (3 ans, 1 mois et 9 jours)  | PP        | Premier conservateur battu aux élections régionales                                       |
|           | Francesc Antich   | 27 juillet 1999 - 27 juin 2003 (3 ans et 11 mois)          | PSIB-PSOE | Premier socialiste président des îles Baléares Coalition avec les nationalistes régionaux |
|           | Jaume Matas       | 27 juin 2003 - 6 juillet 2007 (4 ans et 9 jours)           | PP        | Ancien ministre de l'Environnement Premier titulaire deux fois non consécutives           |
|           | Francesc Antich   | 6 juillet 2007 - 18 juin 2011 (3 ans, 11 mois et 12 jours) | PSIB-PSOE | Coalition avec les nationalistes régionaux                                                |
|           | José Ramón Bauzá  | 18 juin 2011 – 2 juillet 2015 (4 ans et 14 jours)          | PP        | Meilleur score en sièges pour un parti                                                    |
|           | Francina Armengol | 2 juillet 2015 - 19 juin 2023 (7 ans, 11 mois et 17 jours) | PSIB-PSOE | Première femme à occuper ce poste Gouvernement minoritaire                                |
|           | Mae de la Concha  | 19 juin - 7 juillet 2023 (18 jours)                        | Podemos   | Par intérim                                                                               |
|           | Marga Prohens     | depuis le 7 juillet 2023 (1 an, 8 mois et 9 jours)         | PP        |                                                                                           |